# 캐서린 파
캐서린 파(Katherine Parr, 1512년 ~ 1548년 9월 5일)는 잉글랜드의 헨리 8세의 제5계비이자 마지막 왕비이다.

## 생애
캐서린 파는 시골 귀족 토머스 파(Thomas Parr)와 모드 그린(Maud Greene)의 딸로 태어났다. 토머스 파는 캐서린이 5살 때 세상을 떠났고 어머니 모드 그린마저 캐서린이 10살때 세상을 떠난다.
캐서린 파는 에드워드 버로우 경과 결혼했다가 1533년 봄, 과부가 된다. 캐서린의 둘째 남편 라티머 영주 존 네빌 경(*1534년 여름에 결혼)은 요크셔에 영지를 소유한 부유한 남자였다. 존 네빌 경이 1543년 세상을 뜨면서 캐서린 파는 다시 홀몸이 되었다.
캐서린 하워드가 처형당한 지 1년 만인 1543년 헨리 8세는 캐서린 파에게 관심을 보이기 시작했다. 캐서린 파아는 제2계비 제인 시모어의 친정 오라버니였던 토머스 시무어(Thomas Seymour)를 사랑하고 있었으나 왕의 구애를 거부할 수는 없었다. 헨리 8세와 캐서린 파는 그해 7월 결혼식을 올렸다.
헨리 8세와 캐서린 파는 사이좋은 부부였다. 두 사람 모두 음악과 춤, 화려한 옷차림을 즐겼고 서로에게 자주 선물을 했다. 헨리 8세가 다리의 염증이 재발해 괴로워하면 캐서린 파는 왕에게 무릎베개를 해 주고 간호했다고 한다.
캐서린 파는 이해심 많고 인내심이 강한 여성이었다. 그녀는 노쇠해져 가는 헨리 8세를 보살피고 의붓자식들인 메리와 엘리자베스 왕녀 2명과 왕세자 에드워드의 교육에 정성을 기울였다. 아버지인 헨리 8세와 떨어져 살던 왕녀들과 왕자는 캐서린 파 덕택에 한 자리에 모여 살게 되었고, 뛰어난 학자들 밑에서 공부를 할 수 있었다. 캐서린 파가 고용한 신교학자 로저 아샴과 존 체크는 에드워드와 엘리자베스에게 큰 영향을 끼쳤다. 그녀 자신의 학구열도 높아 왕비가 된 후 그리스어와 라틴어를 배우기 시작했다.
그녀는 특히 개신교 철학에 지대한 관심을 보였고, 그 때문에 위기에 몰리기도 했다. 캐서린 파는 성공회의 전례를 성공회 기도서 제정으로 개혁한 토머스 크랜머 대주교와 친분을 쌓았고, 당시로서는 급진적이었던 개신교 철학자들을 후원했다. 그녀는 또한 누구나 성서를 읽을 수 있는 권리를 적극적으로 옹호했다. 이에 보수적이었던 대법관 라이오드슬리를 비롯한 왕비의 정적들은 이를 역이용해 그녀를 이단으로 모함했다. 분노한 헨리 8세의 추궁에 캐서린 파는 얼른 절대적인 복종을 표하는 것으로 답했다. 이에 왕의 마음이 누그러져 캐서린 파는 왕의 심기를 거스른 앤 불린이나 캐서린 하워드가 맞은 비극적인 결말은 피해갈 수 있었다.
1547년 11월 헨리 8세가 승하하고 에드워드 6세가 왕위에 오른다. 또다시 과부가 된 캐서린 파는 드디어 토머스 시모어와 결혼식을 올리고 엘리자베스 왕녀를 불러들여 가족을 꾸렸다.
그러나 토머스 시모어는 왕이 되려는 야심을 품고 엘리자베스 왕녀에게 접근하기 시작했다. 캐서린 파는 마침내 토머스 시무어가 엘리자베스 왕녀를 끌어안는 모습을 목격했다. 이후, 엘리자베스 왕녀는 다른 거처로 보내졌다. 그 후로도 캐서린 파와 엘리자베스는 서신을 주고 받았다.
1548년 9월 5일, 캐서린 파는 딸 메리를 낳은 후 산욕열로 35세의 나이에 숨을 거두었다.